# Гуляев, Александр Дмитриевич
 Алекса́ндр Дми́триевич Гуля́ев (11 июня 1870, Нижегородская губерния, Российская империя — 19 ноября 1935, Баку, СССР) — российский и советский философ, логик, ректор БГУ.

## Биография
Родился 11 июня 1870 года в Нижегородской губернии в семье священника. Первоначальное образование получил в Нижегородском духовном училище и Нижегородской духовной семинарии, и затем по окончании курса Казанской духовной академии со степенью богословия (1895) поступил в число студентов Казанского университета на историко-филологический факультет, для специального изучения исторических и философских наук. Был оставлен при университете для приготовления к профессорскому званию при кафедре философии. Сначала занимался под руководством профессора Смирнова, а затем в Московском университете, под руководством профессора Л. М. Лопатина и князя С. Н. Трубецкого. Там же сдал экзамен на магистра. 30 декабря 1902 года принят в число приват-доцентов Казанского университета, по кафедре философии. В 1908 году Гуляев утвержден в степени магистра философии советом Харьковского университета. Работал в Казанском университете: приват-доцентом (с 1902 г.), экстраординарным (с 1909 г.), а затем и ординарным профессором (с 1915 г.). Профессор Казанского Университета в 1919—1920 годах, декан историко-филологического факультета в 1914-1915 годах. В 1919 в Баку открылся университет, испытывавший острый дефицит кадров. На предложения Бакинского университета откликнулись многие казанские ученые. В октябре 1920 профессор Гуляев вместе со своими коллегами А. О. Маковельским и П. К. Жузе уезжают в Баку. В Бакинском университете Александр Дмитриевич читал лекции на историко-филологическом факультете. На педагогическом факультете руководил кафедрами истории педагогики и истории философии, читал лекции на кафедре диалектического материализма. С 1923 по 1926 гг. ректор университета.

## Труды
- Этическое учение в «Мыслях» Паскаля / А. Д. Гуляев. Казань : типо-лит. Имп. ун-та, 1906.
- Несколько замечаний о приемах историко-философских исследований : (По поводу рец. проф. Л. М. Лопатина на исслед. А. Д. Гуляева: «Этическое учение в „Мыслях“ Паскаля». Казань. 1906 г.) / Пр.-доц. А. Д. Гуляев. Казань : типо-лит. Казан. ун-та, 1909.
- Отзыв и. д. экстраординарного профессора А. Д. Гуляева о сочинении приват-доцента В. Н. Ивановского: «Ассоциационизм психологический и гносеологический. Историко-критическое исследование. Ч. 1. Казань. Типо-литография Императорского университета. 1909», представленном на соискание ученой степени магистра философии Казань : типо-лит. Имп. ун-та, 1911.
- Программа по логике / [Проф. А. Д. Гуляев]. Казань : тип. Л. П. Антонова, 1913.
- Гуляев А.Д. Лекции по истории древней философии. Выпуск 1: Основные моменты эволюции греческого мировоззрения до Платона / Проф. А. Д. Гуляев. Казань : Бр. Башмаковы, 1915.
- Основные моменты эволюции греческого мировоззрения до Платона [Текст] : курс лекций / А. Д. Гуляев. Москва : URSS : Книжный дом «ЛИБРОКОМ», cop. 2011.